# Anna Noguera
Pour les articles homonymes, voir Noguera.
Anna Noguera Raja,  née le 19 novembre 1992 à Igualada dans la province de Barcelone en Espagne est une triathlète espagnole, championne d'Espagne de triathlon longue distance en 2017 et en 2018.

## Biographie
Anna Noguera ressent pendant le confinement de 2020 une petite gêne au niveau de sa hanche gauche qui finit par se transformer en douleur. Une déchirure et une désinsertion du labrum sont diagnostiqués. Anna est opérée le 21 décembre 2021. Cependant, pendant la rééducation, le même inconfort commence dans l'autre hanche pour le même diagnostique, deux nouvelles opérations sont programmées en juin 2022, dont une pour éviter que ces blessures ne se reproduisent par la suite. Début mai de la même année, elle appelle aux dons sur les réseaux sociaux pour l'aider à financer les coûts importants de la chirurgie qu'elle doit subir.

## Palmarès
Le tableau présente les résultats les plus significatifs (podium) obtenus sur le circuit national et international de triathlon et de duathlon depuis 2017,.
| Année | Compétition                              | Pays     | Position           | Temps           |
| ----- | ---------------------------------------- | -------- | ------------------ | --------------- |
| 2019  | Championnat du monde longue distance ITU | Espagne  | Médaille de bronze | 5 h 51 min 33 s |
| 2019  | Ironman 70.3 Cascais                     | Portugal | Médaille d'argent  | 4 h 27 min 52 s |
| 2019  | Triathlon Alpe d'Huez (M)                | France   | Médaille de bronze | 2 h 18 min 3 s  |
| 2019  | Triathlon Alpe d'Huez (Duathlon)         | France   | Médaille d'or      | 1 h 44 min 56 s |
| 2018  | Championnats d'Espagne longue distance   | Espagne  | Médaille d'or      | 6 h 25 min 10 s |
| 2018  | Challenge Gran Canaria                   | Espagne  | Médaille de bronze | 4 h 46 min 21 s |
| 2018  | Ironman 70.3 Lanzarote                   | Espagne  | Médaille de bronze | 4 h 32 min 10 s |
| 2017  | Championnats d'Espagne longue distance   | Espagne  | Médaille d'or      | 6 h 52 min 23 s |